# Königliches Gymnasium (Düsseldorf)

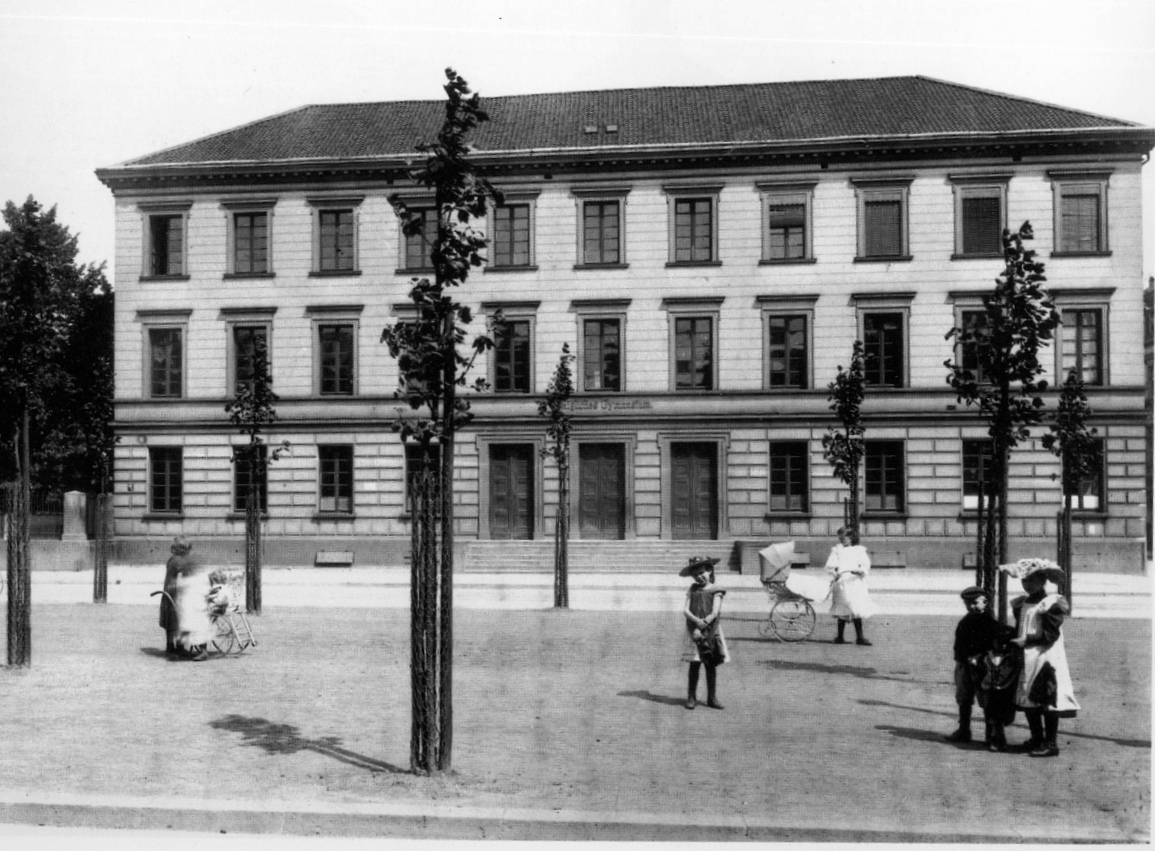
Düsseldorf, Königliches Gymnasium an der Alleestraße um 1890

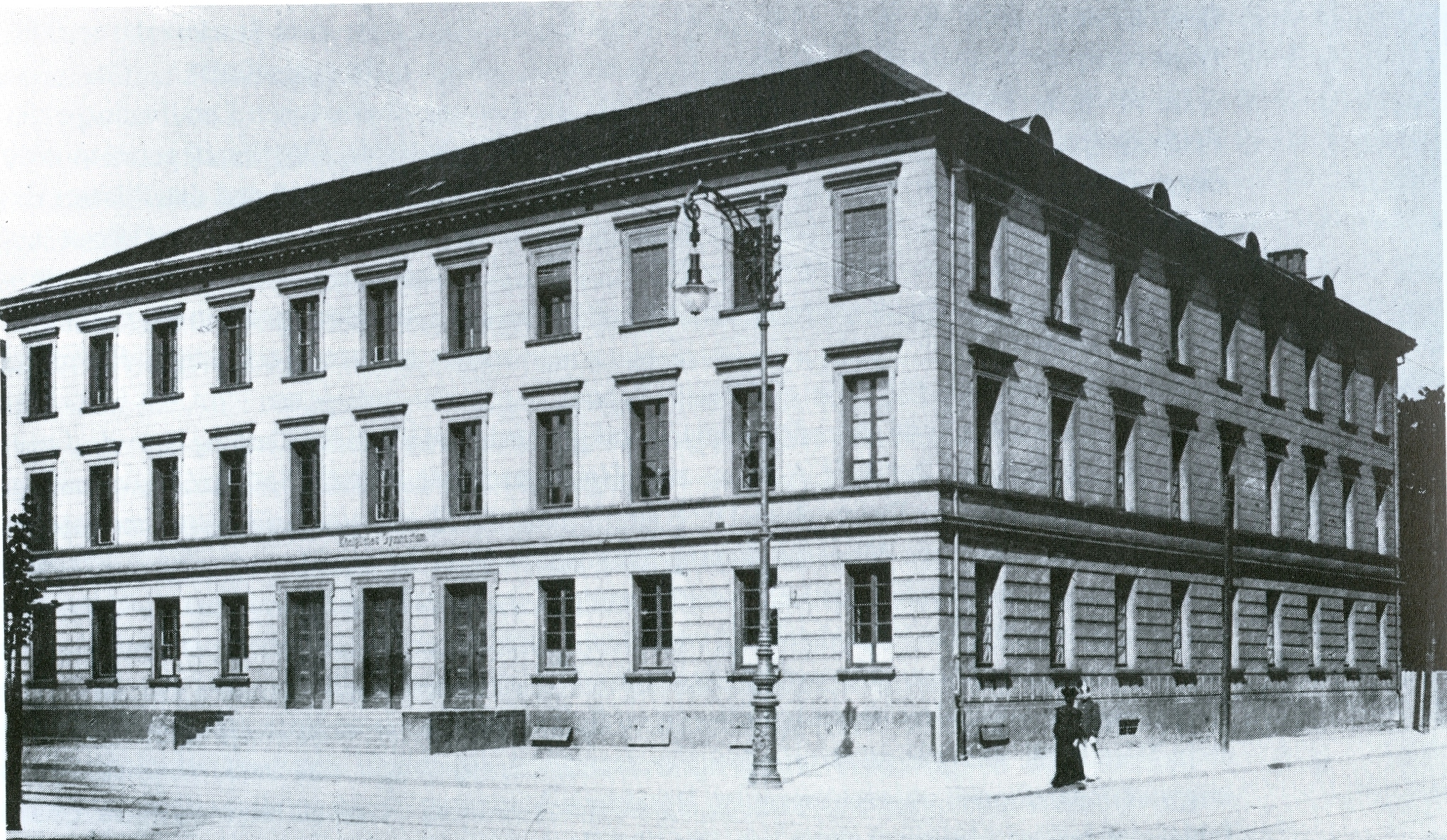
Düsseldorf, Königliches Gymnasium an der Alleestraße vor dem Abbruch 1904

Der Schulneubau des Königlichen Gymnasium an der Alleestraße in Düsseldorf wurde 1833 eingeweiht. Die Schule ging aus dem Gymnasium hervor, dessen Gründung Justus Gruner, der Gouverneur des Generalgouvernements Berg, 1814 auf Veranlassung von Karl Wilhelm Kortüm, dem Direktor des Düsseldorfer Lyceums, verfügt hatte. Das Lyceum war nach Aufhebung des Jesuitenordens eine Nachfolgerin der Jesuitenschule, die im Rahmen der Rekatholisierung im 17. Jahrhundert im Jesuitenkloster, dem späteren Stadthaus, entstanden und bis 1803 dort untergebracht war.   
Die vom Gedanken des Neuhumanismus geprägte Lehranstalt, die als weiterführende Schule den männlichen Nachwuchs zur Hochschulreife führte, wurde nach Plänen der Architekten Adolph von Vagedes (eines Vertreters des französischen Klassizismus) und Karl Friedrich Schinkel (eines Vertreters des Berliner Klassizismus) erbaut. Direktor war ab 1832 der Altphilologe Franz Wüllner. Im Volksmund wurde das Gebäude „der alte Kasten“ genannt. 1907 bis 1909 wurde auf dem Gelände des 1904 abgebrochenen Gymnasiums das Warenhaus Tietz erbaut (heute Kaufhof). Ein neues Gymnasium, das heutige Görres-Gymnasium, entstand bis 1906 an der Königsallee.

## Lage und Umgebung

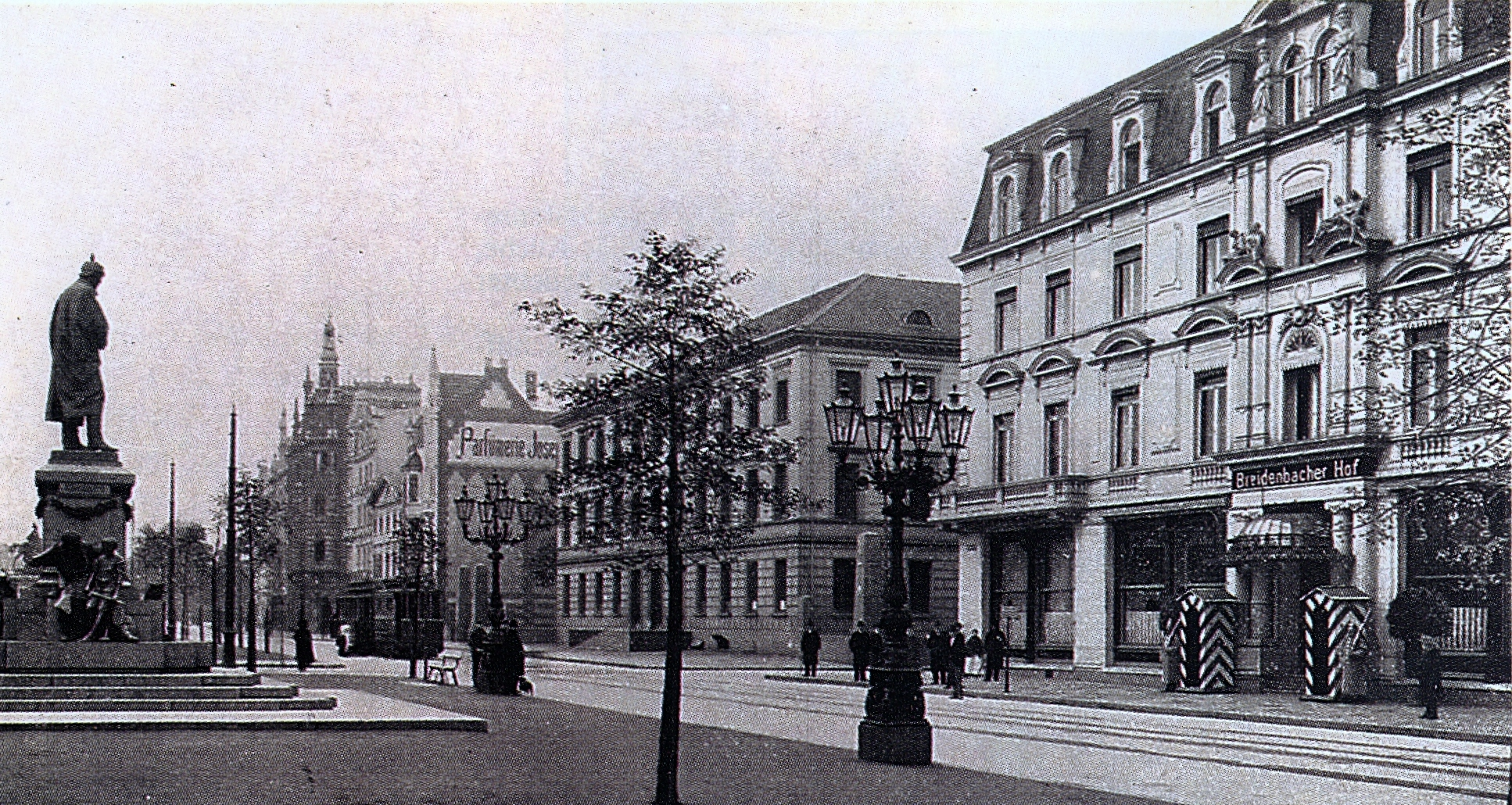
Alleestraße mit Königlichem Gymnasium

Das Gebäude befand sich an der Alleestraße 32, der heutigen Heinrich-Heine-Allee. Flankiert wurde das Schulgebäude vom Hotel Breidenbacher Hof. Ursprünglich sollte an Stelle des Schulbaus das neue Stadttheater erbaut werden. Der benachbarte Breidenbacher Hof erhob Protest gegen den Schulbau; so hatte Breidenbach auf die Errichtung eines neuen Theaters an dieser Stelle gehofft: „Da man aber den für das Theater vorgesehenen Bauplatz nicht brachliegen lassen wollte, fand sich eine andere sinnvolle Verwendung für das Eckgrundstück neben dem Hotelpalast: Ausgerechnet ein Gymnasium wurde dort errichtet. Das bedeutete für Wilhelm Breidenbach nicht nur das Ende eines Traums von gebildetem und vornehmen Publikums in unmittelbarer Nachbarschaft, das bedeutete vor allem eine erhebliche Lärmbelästigung für seine Gäste“. Der Schulhof wurde bis an seine aufwändig gestaltete Fassade herangezogen und mit einer Mauer abgeriegelt, wogegen Breidenbach am 7. Januar 1829 bei der Königlichen Regierung protestierte.

## Beschreibung
Ursprünglich sollte der Bau nach Plänen des Architekten Adolph von Vagedes – eines Vertreters des französischen Klassizismus – erbaut werden. Im Jahre 1828 überarbeiteten der Landbauinspektor Felderhoff und Baukondukteur Werner die Entwürfe, so dass schließlich das Gebäude dem Entwurf Schinkels – eines Vertreters des Berliner Klassizismus – entsprach. Das Äußere des Gebäudes war in den „nüchternsten Formen des Klassizismus gebaut, ohne jedes Risalit, mit ganz glatten Flächen, ohne irgendwelchen architektonischen Zierrat“.
Lediglich die Aula war nach den ursprünglichen Plänen von Vagedes gestaltet. Darin befand sich eine Säulengalerie auf 24 Säulen mit reicher Malerei, Kassettendecke und schmiedeeisernen Geländern. Die Aula hatte an drei Seiten eine Empore. Die Empore zeigte eine doppelte Säulenstellung, die untere war in dorischer Ordnung, darüber in ionischer Ordnung gestaltet.